# Барги, Рой
Рой Фредрик Барги (англ. Roy Fredrick Bargy 31 июля 1894 — 16 января 1974) — американский композитор и пианист.

## Биография
Родился в Невейго, штат Мичиган. Вырос в Толидо, Огайо. В 1919 году начал работать вместе с Чарли Стрейтом в Imperial Piano Roll Company в Чикаго, где он являлся исполнителем, аранжировщиком и автором музыкальных произведений. Был руководителем, пианистом и аранжировщиком оркестра Бенсона в Чикаго с 1920 до 1922 года (когда его заменил Дон Бестор), а в дальнейшем работал с оркестрами Ишама Джонса и Пола Уайтмена. Также записывал соло для фортепиано для компании Victor Records.
Был женат дважды; от первой жены, Гретхен, воспитывал двух дочерей, 1922 и 1924 годов рождения.
В 1928 году стал был первым пианистом, который записал «Концерт для фортепиано F» Джорджа Гершвина (в аранжировке Ферде Грофе; вместе с Полом Уайтменом и его «Concert Orchestra»).
С 1943 года и до прекращения профессиональной карьеры он был музыкальным директором Джимми Дюранте.
Умер в городе Виста, Калифорния в возрасте 79 лет.

## Избранные произведения
- Ditto (1920)
- Omeomy (1920)
- Slipova (1920)
- A Blue Streak (1921)
- Knice and Knifty (with Charley Straight, 1921)
- Rufenreddy (with Charley Straight, 1921)
- Behave Yourself (1922)
- Jim Jams, No. 7 from Piano Syncopations (1922)
- Justin-Tyme (1922)
- Pianoflage (1922)
- Sunshine Capers (1922)
- Sweet And Tender (1923)
- Feeding The Kitty (1924)
- Get Lucky (1924)
- Trouble In Thirds (1925)